# 異特偽蕈甲屬
異特偽蕈甲屬（学名：Allostrophus）是伪蕈甲科下的一个属。

## 下属物种
本属包括以下物种：
- Allostrophus cretaceus Hsiao, Ślipiński, Yu, Deng & Pang, 2018
- Allostrophus yangi Hsiao, 2019